# Kyo Sohma
Kyo Sohma är en av huvudpersonerna i den populära mangan/animen Fruits Basket. Han förvandlas till en katt varje gång han blir kramad (av det motsatta könet) eller nervös.
Katten tillhör inte den kinesiska Zodiaken. Och på grund av detta bär Kyo på en förbannelse.

## Om Kyo
Kyo Sohma har ett hetsigt temperament och blir arg för det allra minsta. Men ju mer tid han umgås med Tohru Honda, desto oftare lyckas han kontrollera sitt temperament.
För att börja kunna kontrollera sitt temperament bättre, så beslutade sig Kyo när han var mycket ung för att börja med kampsport. Hans lärare, (som han även bodde med), blev till slut som den far Kyo aldrig haft. Han heter Kazuma Sohma.

## Relation till Tohru
I början av Tohru Honda och Kyos relation går bara allt fel. Kyo lyckas, (på grund av att han har svårt att kontrollera sitt humör), säga allt möjligt till Tohru. Och Tohru är i sin tur bombsäker på att Kyo hatar henne. Detta stämmer dock inte och ju längre tiden går desto närmare vänner blir de. När Kyos stora hemlighet avslöjas undviker inte Tohru honom, som han trodde att hon skulle göra, utan detta gör att de bara kommer ännu närmare varandra.
En bit in i serien får man veta att Kyo och Tohru hade träffats redan när de var mycket små, och att Kyo var mycket fäst vid Tohrus mamma, Kyoko Honda. Men den dag då Tohru erkänner sin kärlek till Kyo avvisar han henne på grund av skuldkänsla för att han inte hade kunnat rädda Kyoko den dag då hon dog.
Men till slut, efter många om och men, erkänner Kyo sin kärlek till Tohru och Sohma familjens förbannelse bryts. Kyo ber också Tohru att flytta ihop med honom när de har gått ut skolan.

## Relation till Yuki
Yuki Sohma är besatt av Musens/Råttans ande. Och eftersom det var musen som lurade katten i den kinesiska zodiak-berättelsen om de tolv djuren, har det varit som en självklarhet för Kyo och Yuki att redan sedan barnsben hata varandra. Innan Kyo träffade Tohru, var hans och Yukis slagsmål som värst. Men de har båda börjat lugna sig.
När Kyo var lite yngre slog han vad med Akito Sohma, att om han kunde slå Yuki före den dagen då han skulle gå ut high school, så skulle katten accepteras i berättelsen med de 12 djuren och han skulle bli en värdig Sohma-medlem. Men om han förlorar så ska han komma till Sohma-familjens huvudhus och bli inlåst i samma bur som föregående katt använde.